# イリノイ州の旗
イリノイ州の旗（イリノイしゅうのはた）は、アメリカ合衆国イリノイ州の州旗。1912年にアメリカ愛国婦人団体「アメリカ革命の娘達（en:Daughters of the American Revolution）」によって主催されたコンテストのためにルーシー・ダーウェント（Lucy Derwent）によってデザインされた。1915年7月6日にイリノイ州議会の上下院の決定を受けて、正式に州旗として制定された。当時の州知事エドワード・F・ダン（Edward F. Dunne）は署名をしなかったが、拒否権も発動しなかった。
1960年代にブルース・マクダニエル（Bruce McDaniel）曹長が、ベトナム戦争ではこの旗がどこの州のものか認識されていなかったことを説明し、旗に州名を追加するよう誓願した。リチャード・B・オギルヴィー（en:Richard B. Ogilvie）知事は1969年9月17日に署名し、州名の追加に合意。さらに1970年7月1日にはサンフォード・ハッチンソン（Sanford Hutchinson）により新しい旗がデザインされ正式な州旗となった。
現在の州旗は、もともと1819年にアメリカ合衆国の国章を元にデザインされたイリノイ州の州章が載っている。鷲のくちばしには州のモットー「州の主権、国家の団結（State Sovereignty, National Union）」が書かれたバナーがくわえられている。紋章の1818年と1868年は、イリノイ州が成立した年と、「State Sovereignty」の部分が南北戦争を連想させると考えたシャロン・タインデール（Sharon Tyndale）によって州の紋章がデザインし直された年を示している。

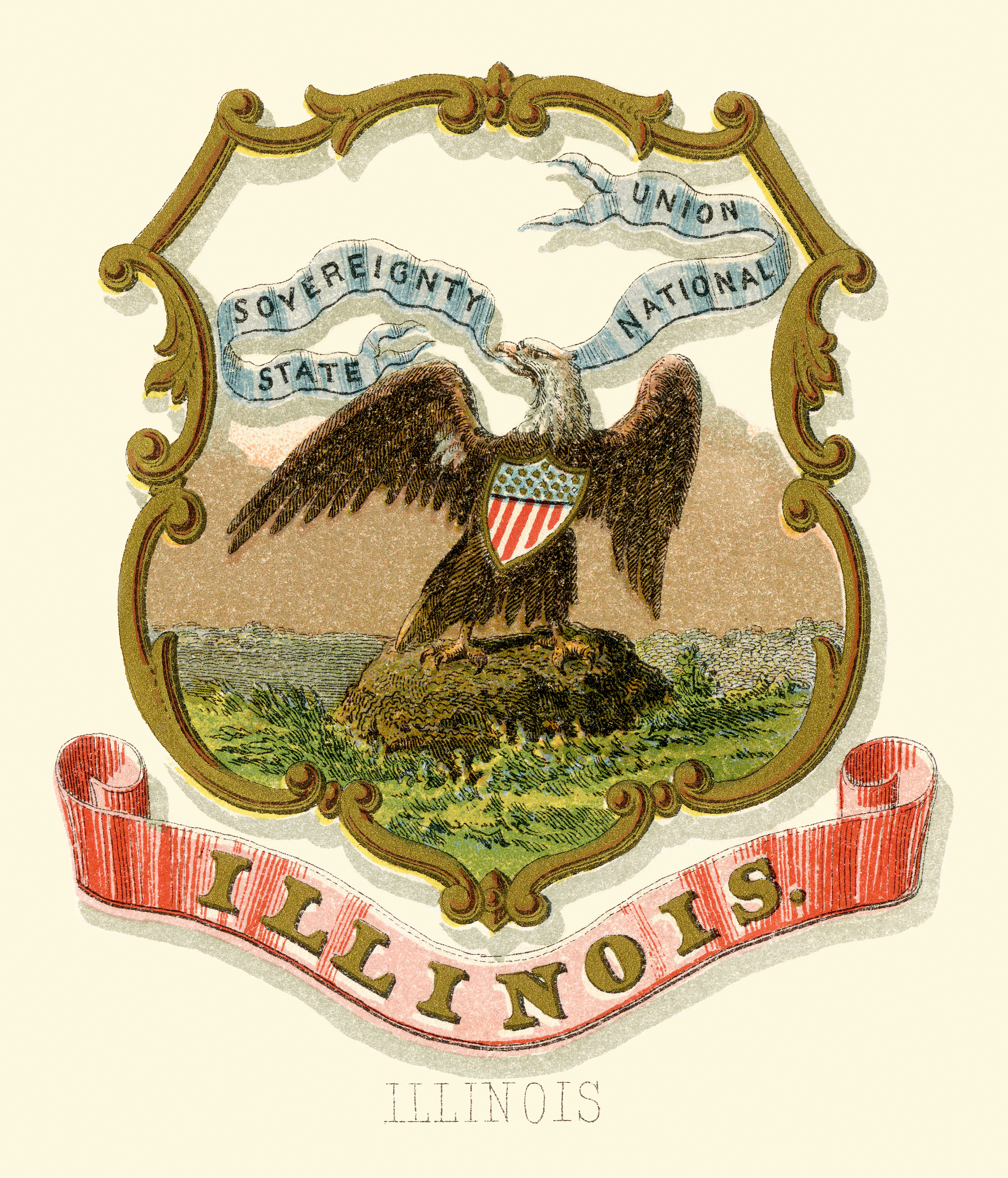
?1876年の旗
?1915年から1969年までの旗